# 12.º Exército (Alemanha)
O 12º Exército foi um Exército de campo da Alemanha na Segunda Guerra Mundial formado em 18 de agosto de 1939 a partir do Arbeitsstab von Rundstedt e foi redesignado Heeresgruppe Süd em 2 de setembro de 1939.
12º Exército foi reformado em 13 de outubro de 1939 pela redesignação do 14º Exército. Foi redesignado Heeresgruppe E em 31 de Dezembro de 1942.
12º Exército foi novamente reformado em 10 de abril de 1945 com as tropas do Heeresgruppe Nord. Durante o período de 4 a 8 de maio de 1945, o 12º Exército, juntamente com os restos do 9º Exército, cruzaram a margem do rio Elbe e se renderam para o 9º Exército U.S.

## Comandantes
| Comandante                              | Data                                |
| --------------------------------------- | ----------------------------------- |
| Generalfeldmarschall Wilhelm List       | (13 Outubro 1939 - 15 Outubro 1941) |
| General der Pionere Walter Kuntze       | (29 Outubro 1941 - 2 Julho 1942)    |
| Generaloberst Alexander Löhr            | (2 Julho 1942 - 31 Dezembro 1942)   |
| General der Panzertruppen Walther Wenck | (10 Abril 1945 - 7 Maio 1945)       |

## Chiefs Staff
- General der Kavallerie Eberhard von Mackensen (13 Outubro 1939 - 1 Janeiro 1941)[2]
- Generalmajor Hans von Greiffenberg (1 Janeiro 1941 - 10 Maio 1941)
- Generalmajor ermann Foertsch (10 Maio 1941 - 31 Dezembro 1942)
- Oberst Günther Reichhelm (10 Abril 1945 - 7 Maio 1945)

## Oficiais de Operações
- Oberst Otto Wöhler (13 Outubro de 1939 - 15 Outubro de 1939)[2]
- Oberst Josef Kübler (15 Outubro de 1939 - Junho 1941)
- Desconhecido (Junho 1941 - 10 Novembro 1941)
- Oberstleutnant Robert Macher (10 Novembro 1941 - 15 Julho 1942)
- Oberst Hans-Joachim Schipp von Branitz (15 Julho 1942 - 31 Dezembro 1942)
- Oberstleutnant Hubertus Freiherr von Humboldt-Dachroeden (10 Abril 1945 - 7 Maio 1945)

## Ordem de Batalha
27 de Junho de 1941
- À disposição do 12º Exército
- 164ª Divisão de Infantaria + Infanterie-Regiment 125
- XVIII Corpo de Exército de Montanha
- 5ª Divisão de Montanha
- 6ª Divisão de Montanha
- Höheres Kommando z.b.V. LXV
- 717ª Divisão de Infantaria
- 714ª Divisão de Infantaria
- 704ª Divisão de Infantaria
- 718ª Divisão de Infantaria

3 de Setembro de 1941
- XVIII Corpo de Exército de Montanha
- 5ª Divisão de Montanha
- 713ª Divisão de Infantaria
- 164ª Divisão de Infantaria + Infanterie-Regiment 125
- Höheres Kommando z.b.V. LXV
- 717ª Divisão de Infantaria
- 714ª Divisão de Infantaria
- 704ª Divisão de Infantaria
- 718ª Divisão de Infantaria

2 de Janeiro de 1942
Festungs-Division Kreta undergoing formation com:
- Infanterie-Regiment 125
- 713ª Divisão de Infantaria
- 164ª Divisão de Infantaria
- Höheres Kommando z.b.V. LXV (Bevollmächtigter Kommandierender General in Serbien)
- 718ª Divisão de Infantaria
- 714ª Divisão de Infantaria
- 704ª Divisão de Infantaria
- 717ª Divisão de Infantaria
- 342ª Divisão de Infantaria
- 113ª Divisão de Infantaria (em transição)

11 de Maio de 1942
- À disposição do 12º Exército
- Infanterie-Regiment 440
- Festungs-Division Kreta
- Kommandierender General und Befehlshaber in Serbien
- 718ª Divisão de Infantaria
- 714ª Divisão de Infantaria
- 704ª Divisão de Infantaria
- 717ª Divisão de Infantaria

12 de Agosto de 1942
- À disposição do 12º Exército
- Infanterie-Regiment 440
- 22ª Divisão de Infantaria (in transit)
- Festungs-Division Kreta
- Kommandierender General und Befehlshaber in Serbien
- 718ª Divisão de Infantaria
- 714ª Divisão de Infantaria
- 704ª Divisão de Infantaria
- 717ª Divisão de Infantaria

12 de Novembro de 1942 à 22 de Dezembro de 1942
- À disposição do 12º Exército
- Infanterie-Regiment 440 (LL)
- Festungs-Brigade Kreta
- 22ª Divisão de Infantaria (in transit)
- Kommandierender General und Befehlshaber in Serbien
- 718ª Divisão de Infantaria
- 714ª Divisão de Infantaria
- 704ª Divisão de Infantaria
- 717ª Divisão de Infantaria
- SS-Freiwilligen-Gebirgs-Division “Prinz Eugen”

30 de Abril de 1945
- À disposição do 12º Exército
- Stab 349. Feldausbildungs-Division
- 199ª Divisão de Infantaria
- Korps Reimann
- Divisão de Infantaria “Friedrich Ludwig Jahn” (RAD Nr. 2)
- 18. Panzergrenadier Division
- XXXXI Corpo Panzer
- Division “von Hake”
- Division “Gaudecker”
- Division z.V.
- XXXIX Corpo Panzer
- Infanterie-Division “Berlin”
- Division “Mayer”
- 84ª Divisão de Infantaria
- XX Corpo de Exército
- Divisão de Infantaria “Theodor Körner” (RAD Nr. 3)
- Divisão de Infantaria “Scharnhorst”
- Divisão de Infantaria “Ulrich von Hutten”
- Division “von Schill”
- XXXXVIII Corpo Panzer
- Division “Raegener”
- Division “Sachsen”

## Membros Notáveis
- Rudolf-Christoph Freiherr von Gersdorff (Ativo na resistência contra Hitler e também descobriu em 1943 as covas em massa do massacre soviético de oficiais Polonesês na floresta de Katyn)
- Alexander Löhr (Generalmajor no Exército Austríaco (Austrian Bundesheer) depois da Anschluss. Ele foi executado por crimes de guerra na Iugoslávia em 1947)